# Estelle Nze Minko
Estelle Nze Minko (Saint-Sébastien-sur-Loire, 11 de agosto de 1991) es una jugadora de balonmano francesa que juega de lateral izquierdo en el Győri ETO KC. Es internacional con la selección femenina de balonmano de Francia. Ha conseguido dos medallas olímpicas. 

## Palmarés

### Selección francesa
| Juegos Olímpicos   | Juegos Olímpicos            | Juegos Olímpicos | Juegos Olímpicos |
| Año                | Lugar                       | Medalla          |                  |
| ------------------ | --------------------------- | ---------------- | ---------------- |
| 2016               | Río de Janeiro              | Medalla de plata |                  |
| 2020               | Tokio                       | Medalla de oro   |                  |
| 2024               | París                       | Medalla de plata |                  |
| Campeonato Mundial |                             |                  |                  |
| Año                | Lugar                       | Medalla          |                  |
| 2017               | Alemania                    | Medalla de oro   |                  |
| 2021               | España                      | Medalla de plata |                  |
| 2023               | Dinamarca, Noruega y Suecia | Medalla de oro   |                  |
| Campeonato Europeo |                             |                  |                  |
| Año                | Lugar                       | Medalla          |                  |
| 2018               | Francia                     | Medalla de oro   |                  |
| 2020               | Dinamarca                   | Medalla de plata |                  |

### Siófok KC
- Liga Europea de la EHF femenina (1): 2019

### Győri ETO KC
- Liga de Hungría de balonmano femenino (1): 2022
- Copa de Hungría de balonmano femenino (1): 2022

- Champions League (2): 2024, 2025[2]

## Clubes
| Club                               | País    | Año         |
| ---------------------------------- | ------- | ----------- |
| Toulouse Féminin Handball          | Francia | 2009 - 2010 |
| Union Mios Biganos-Bègles Handball | Francia | 2010 - 2012 |
| Handball Cercle Nîmes              | Francia | 2012 - 2013 |
| Nantes Atlantique Handball         | Rumania | 2013 - 2015 |
| CJF Fleury Loiret Handball         | Francia | 2015 - 2016 |
| Siófok KC                          | Hungría | 2016 - 2019 |
| Győri ETO KC                       | Hungría | 2019 - Act. |